# Ner-Tamid-Synagoge (Białystok)

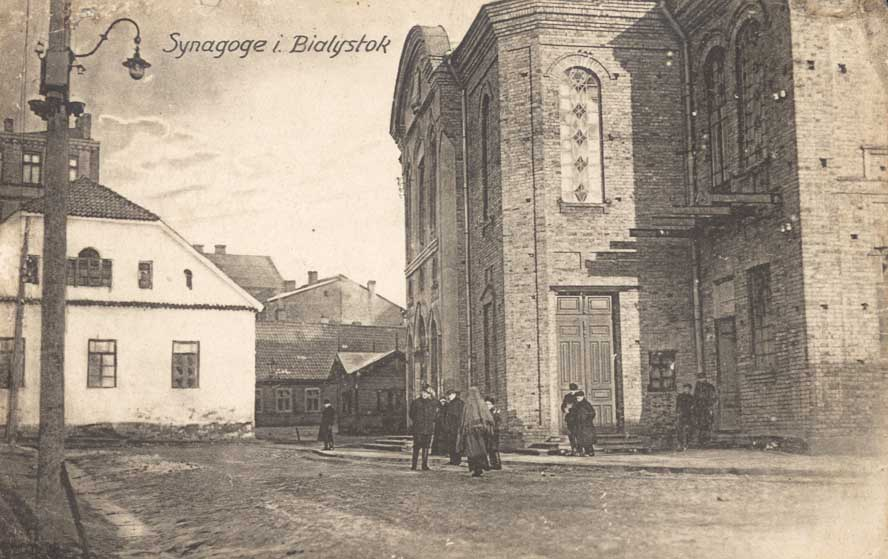
Ner-Tamid-Synagoge (links) und die Große Synagoge (rechts) auf einer Postkarte (Anfang 20. Jahrhundert)

Die Ner-Tamid-Synagoge in Białystok, einer polnischen Stadt in der Woiwodschaft Podlachien, wurde in den 1710er Jahren wahrscheinlich auf Veranlassung des Hetmans Jan Klemens Branicki errichtet und während des Zweiten Weltkriegs zerstört. Die Synagoge in der Nähe der Suraska-Straße war der erste Synagogenbau in Bialystok.
In Białystok war vor 1941 der Anteil der jüdischen Bevölkerung sehr hoch. Der überwiegende Teil der jüdischen Bevölkerung wurde von den deutschen Besatzern im Holocaust ermordet. An der Stelle der ehemaligen Synagoge befindet sich heute ein Parkplatz.